# Вингада, Нелу
Эдуарду Мануэл Мартинью Браганза де Вингада (Нелу Вингада; порт. Eduardo Manuel Martinho Braganza de Vingada; род. 30 марта 1953, Серпа) — португальский тренер.

## Биография
В качестве футболиста большую часть своей карьеры провёл в лиссабонском клубе «Атлетику». Завершал играть Вингада в «Белененсеше». Именно с этой командой он дебютировал в качестве главного тренера. Поруководив несколькими коллективами низших лиг, Вингада вошёл в тренерский штаб Карлуша Кейроша в молодежной сборной страны. В 1993 году после ухода Кейроша с поста наставника сборной Португалии Вингада некоторое время руководил главной командой страны.
В 1995 году специалист возглавил олимпийскую сборную Португалии, которую он вывел на игры в Атланте. На них португальцы заняли четвертое место. В 1996—1997 гг. Вингада был главным тренером Саудовской Аравии. Её он привёл к победе в Кубке Азии. После неё он несколько лет возглавлял португальский «Маритиму». В 2001 году Вингада довёл скромный клуб до финала Кубка Португалии. В 2003 году специалист уступил свой пост россиянину Анатолию Бышовцу.
В 2004 году привёл египетский «Замалек» к титулу чемпиона страны. После успешного сезона он один гот работал с олимпийской сборной Египта. С 2007 по 2009 год Вингада возглавлял сборную Иордании. В 2009 году тренер был назначен на пост наставника египетского «Аль-Ахли», однако уже через шесть дней после подписания контракта он ушёл из клуба из-за семейных проблем.
Через год он вместе с «Сеулом» стал победителем К-Лиги.
В 2014 году тренер вновь воссоединился в дуэте с Карлушом Кейрошом. Нелу Вингада вошёл в тренерский штаб сборной Ирана на чемпионате мира в Бразилии. Параллельно он некоторое время тренировал олимпийскую команду иранцев.
В 2017 году возглавлял сборную Малайзии.

## Достижения

### Национальные
- Обладатель Кубка Азии (1): 1996

### Клубные
- Чемпион Египта (1): 2002/03
- Чемпионат Южной Кореи (1): 2010
- Финалист Кубка Португалии (1): 2000/01